# The Circle Tour
The Circle Tour fue una gira de conciertos en todo el mundo por la banda de rock estadounidense Bon Jovi. Constó de 135 conciertos en 30 países, la más larga gira de Bon Jovi desde el Tour Jersey Syndicate en la década de 1980. La gira comenzó en Hershey, PA, y luego dirigirse a East Rutherford, Nueva Jersey para la gran inauguración de la Nueva Meadowlands Stadium. El recorrido es el # 1 tour más taquilleras en lo que va año, ahora que pasa la marca de los $ 50 millones desde su puntapié inicial a mediados de febrero. Bon Jovi también tuvo una actuación especial gratuita para los aficionados y los antiguos titulares de abono de la Jon Bon Jovi de propiedad de equipo de campo de fútbol El Alma de Filadelfia el miércoles, 24 de marzo a 17:00 un par de horas antes del espectáculo de la banda en el Wachovia Center de Filadelfia. La banda termina el primer año de la gira en Oceanía, actualmente programado para jugar dos conciertos en Nueva Zelanda y siete presentaciones en Australia.
En este tour, la banda se comprometió a tocar algunos de sus álbumes clásicos en su totalidad en algunas noches, y está variando su conjunto de listas más de lo habitual. Canciones incluyen Roulette, Get Ready, Only Lonely, Tokyo Road, Let It Rock, Wild is the Wind, Something to Believe in, It's Hard (Letting you Go), Santa Fe y Homebound Train (con la voz de Richie Sambora).

## Fechas

### Parte 1: Norteamérica
- 02/11/2010  Blaisdell Center - Honolulu, Hawái
- 02/12/2010  Blaisdell Center - Honolulu, Hawái
- 02/19/2010  Key Arena - Seattle, Washington
- 02/20/2010  Key Arena - Seattle, Washington
- 02/22/2010  HP Pavilion at San Jose- San José, California
- 02/24/2010  Jobing.com Arena - Phoenix, Arizona
- 02/26/2010  Honda Center - Anaheim, California
- 02/27/2010  Honda Center - Anaheim, California
- 03/02/2010  Arco Arena - Sacramento, California
- 03/04/2010  Staples Center - Los Ángeles, California
- 03/06/2010  MGM Grand Garden Arena - Las Vegas, Nevada
- 03/08/2010  Pepsi Center - Denver, Colorado
- 03/09/2010  Qwest Center Omaha - Omaha, Nebraska
- 03/11/2010  Intrust Bank Arena - Wichita, Kansas
- 03/13/2010  Fargodome - Fargo, Dakota del Norte
- 03/15/2010  Sprint Center - Kansas City, Misuri
- 03/17/2010  Palace of Auburn Hills - Detroit, Míchigan
- 03/19/2010  Bell Centre - Montreal, Quebec
- 03/20/2010  Bell Centre - Montreal, Quebec
- 03/23/2010  Wachovia Center - Filadelfia (Pensilvania, EE. UU.)
- 03/24/2010  Wachovia Center - Filadelfia (Pensilvania, EE. UU.)
- 03/26/2010  Mohegan Sun Arena - Uncasville, Connecticut
- 03/27/2010  Mohegan Sun Arena - Uncasville, Connecticut
- 03/29/2010  Verizon Center - Washington D. C.
- 04/07/2010  Xcel Energy Center - St. Paul, Minnesota
- 04/08/2010  Xcel Energy Center - St. Paul, Minnesota
- 04/10/2010  American Airlines Center - Dallas, TX
- 04/11/2010  American Airlines Center - Dallas, TX
- 04/13/2010  BOK Center - Tulsa, Oklahoma
- 04/15/2010  Philips Arena - Atlanta, Georgia
- 04/17/2010  St. Pete Times Forum - Tampa, Florida
- 04/18/2010  Bank Atlantic Center - Fort Lauderdale, Florida
- 04/21/2010  Bridgestone Arena - Nashville, Tennessee
- 04/22/2010  Time Warner Cable Arena - Charlotte, Carolina del Norte
- 05/19/2010  Hershey Park Stadium - Hershey, Pensilvania
- 05/26/2010  New Meadowlands Stadium - East Rutherford, Nueva Jersey
- 05/27/2010  New Meadowlands Stadium - East Rutherford, Nueva Jersey
- 05/29/2010  New Meadowlands Stadium - East Rutherford, Nueva Jersey

### Parte 2: Europa
- 06/04/2010  Rock In Rio - Madrid, España
- 06/05/2010  Royal Beach - Scheveningen, Países Bajos
- 06/07/2010  O2 Arena - Londres, Inglaterra
- 06/08/2010  O2 Arena - Londres, Inglaterra
- 06/10/2010  O2 Arena - Londres, Inglaterra
- 06/11/2010  O2 Arena - Londres, Inglaterra
- 06/13/2010  O2 Arena - Londres, Inglaterra
- 06/16/2010  Palais Omnisports Bercy - París, Francia
- 06/17/2010  O2 Arena - Londres, Inglaterra
- 06/19/2010  O2 Arena - Londres, Inglaterra
- 06/20/2010  O2 Arena - Londres, Inglaterra
- 06/22/2010  O2 Arena - Londres, Inglaterra
- 06/23/2010  O2 Arena - Londres, Inglaterra - with special guest Bob Geldof on "I Don't Like Mondays"
- 06/25/2010  O2 Arena - Londres, Inglaterra
- 06/26/2010  O2 Arena - Londres, Inglaterra

### Parte 3: Norteamérica
- 07/09/2010  New Meadowlands Stadium - East Rutherford, Nueva Jersey
- 07/11/2010  Saratoga Performing Arts Center - Saratoga Springs, Nueva York
- 07/12/2010  Blossom Music Center - Cuyahoga Falls, Ohio
- 07/14/2010  Pengrowth Saddledome - Calgary, Alberta
- 07/15/2010  Commonwealth Stadium - Edmonton, Alberta
- 07/17/2010  Canad Inns Stadium - Winnipeg, Manitoba
- 07/20/2010  Rogers Centre - Toronto, Ontario
- 07/21/2010  Rogers Centre - Toronto, Ontario
- 07/23/2010  Churchill Downs - Louisville, Kentucky
- 07/24/2010  Gillette Stadium - Foxborough, Massachusetts
- 07/28/2010  Mosaic Stadium at Taylor Field - Regina, Saskatchewan
- 07/30/2010  Soldier Field - Chicago
- 07/31/2010  Soldier Field - Chicago

### Parte 4: Latinoamérica
- 09/24/2010  Foro Sol - Ciudad de México - México
- 09/26/2010  Estadio Ricardo Saprissa - San José - Costa Rica
- 09/29/2010  Estadio Universidad San Marcos - Lima - Perú
- 10/01/2010  Estadio Nacional - Santiago - Chile
- 10/03/2010  El Monumental - Buenos Aires - Argentina
- 10/06/2010  Morumbi Stadium - São Paulo - Brasil
- 10/08/2010  Praça da Apoteose - Río de Janeiro - Brasil

### Conciertos fuera del tour
- 10/15/2010  Gulf Shores - Alabama - EUA

### Parte 5: Asia/Oceanía
- 11/30/2010  Tokyo Dome - Tokio - Japón
- 12/01/2010  Tokyo Dome - Tokio - Japón
- 12/04/2010  Westpac Trust Stadium - Wellington, Nueva Zelanda
- 12/05/2010  Mt Smart Stadium - Auckland, Nueva Zelanda
- 12/08/2010  Subiaco Oval - Perth, Australia
- 12/10/2010  Rod Laver Arena - Melbourne, Australia
- 12/11/2010  Etihad Stadium - Melbourne, Australia
- 12/14/2010  Suncorp Stadium - Brisbane, Australia
- 12/17/2010  Sydney Football Stadium - Sídney
- 12/18/2010  Sydney Football Stadium - Sídney
- 12/19/2010  Sydney Football Stadium - Sídney

### Parte 6: Norteamérica
- 02/09/2011  Bryce Jordan Center - University Park, Pensilvania
- 02/11/2011  Consol Energy Center - Pittsburgh, Pensilvania
- 02/14/2011  Air Canada Centre - Toronto, Ontario
- 02/18/2011  Bell Centre - Montreal, Quebec
- 02/21/2011  RBC Center - Raleigh, Carolina del Norte
- 02/24/2011  Madison Square Garden - Nueva York (Nueva York)
- 02/25/2011  Madison Square Garden - Nueva York (Nueva York)
- 02/27/2011  Verizon Center - Washington D. C.
- 03/01/2011  TD Banknorth Garden - Boston, MA
- 03/02/2011  Wells Fargo Center - Filadelfia (Pensilvania, EE. UU.)
- 03/04/2011  Mohegan Sun Arena - Uncasville, Connecticut
- 03/08/2011  United Center - Chicago, IL
- 03/17/2011  AT&T Center - San Antonio, TX
- 03/19/2011  MGM Grand Garden Arena - Las Vegas, NV
- 03/22/2011  Energy Solutions Arena - Salt Lake City, Utah
- 03/25/2011  Rogers Arena - Vancouver, Columbia Británica

### Parte 7: Europa
- 06/08/2011  Zagreb, Croacia - Maksimir Stadium
- 06/10/2011  Dresde, Alemania - Ostragehege
- 06/12/2011  Múnich, Alemania - Olympiastadion
- 06/15/2011  Oslo, Noruega - Ullevaal Stadion
- 06/17/2011  Helsinki, Finlandia - Olympiastadion
- 06/19/2011  Horsens, Dinamarca - CASA Arena Horsens
- 06/22/2011  Edimburgo, Escocia - Murrayfield Stadium
- 06/24/2011  Mánchester, Inglaterra - Old Trafford Cricket Ground
- 06/25/2011  Londres, Inglaterra - Hard Rock Calling
- 06/29/2011  Dublín, Irlanda - RDS Arena
- 07/08/2011  Estambul, Turquía - Kazlicesme Festival Site
- 07/10/2011  Bucarest, Rumanía - Piaţa Constituţiei
- 07/13/2011  Düsseldorf, Alemania - Esprit Arena
- 07/14/2011  Zúrich, Suiza - Letzigrund Stadion
- 07/16/2011  Mannheim, Alemania - Maimarkt-Gelände
- 07/17/2011  Udine, Italia - Stadio Friuli
- 07/20/2011  Atenas, Grecia - O.A.K.A. Stadium
- 07/22/2011  Viena, Austria - Ernst Happel Stadion
- 07/24/2011  Brujas, Bélgica - Zeebrugge Beach
- 07/27/2011  Barcelona, España - Estadi Olímpic Lluís Companys
- 07/29/2011  San Sebastián, España - Estadio Anoeta
- 07/31/2011  Lisboa, Portugal - Parque da Bela Vista